# Bistum Luoyang
Das Bistum Luoyang (lat.: Dioecesis Loiamensis) ist ein römisch-katholisches Bistum mit Sitz in Luoyang in der Volksrepublik China.

## Geschichte
Papst Pius XI. gründete mit dem Breve Nobis ex alto die Apostolische Präfektur Loyang am 25. Mai 1929 aus Gebietsabtretungen des Apostolischen Vikariats Zhengzhou. Die Mission wurde den Xaverianer-Missionaren aus Parma anvertraut. Am 28. Januar 1935 wurde sie mit der Bulle Succrescente in dies in den Rang eines Apostolischen Vikariats erhoben. 
Mit der Apostolischen Konstitution Quotidie Nos wurde es am 11. April 1946 zum Bistum erhoben. Am 10. September 1987 wurde der geheime Bischof Pierre Li Hongye geweiht, der in der Osternacht am 23. April 2011 starb. Im Jahr 2011 hatte die Diözese rund 10.000 Gläubigen, dreißig Priester und mehr als 50 Ordensleute.

## Ordinarius

### Apostolischer Präfekt von Loyang
- Assuero Teogano Bassi SX (9. Januar 1930 – 28. Januar 1935)

### Apostolischer Vikar von Loyang
- Assuero Teogano Bassi SX (28. Januar 1935 – 11. April 1946)

### Bischöfe von Luoyang
- Assuero Teogano Bassi SX (11. April 1946 – 8. November 1970)
- Pierre Li Hongye (10. September 1987 – 23. April 2011)